# Ron Fellows

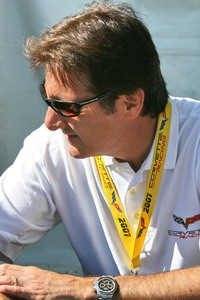
Ron Fellows fotografiado en 2007.

Ron Fellows (28 de septiembre de 1959, Windsor, Canadá) es un piloto de automovilismo de velocidad canadiense que se destacó en gran turismos como piloto oficial de Chevrolet. Fue campeón de la American Le Mans Series en 2002, 2003 y 2004, fue ganador absoluto de las 24 Horas de Daytona de 2001, y obtuvo victorias de clase en las 24 Horas de Le Mans de 2001 y 2002 y las 12 Horas de Sebring de 2002, 2003 y 2004. También es un especialista en circuitos mixtos en las categorías nacionales de la NASCAR, donde ganó seis carreras con modelos de Chevrolet.

## Inicios y gran turismos
Fellows se formó en el karting, la Fórmula Ford 1600 y la Fórmula Ford 2000, tras lo cual estuvo nueve años alejado de las pistas. Retornó participando en el Desafío GM Canadá en 1986, donde competiría los siguientes años. Luego disputó Trans-Am, donde acumuló 19 victorias y fue campeón en 1989. Asimismo, disputó algunas carreras del Campeonato IMSA GT, logrando una victoria junto a Rob Morgan en una Ferrari 333 SP en la fecha de Mosport de 1997.
En 1998, Fellows disputó las 24 Horas de Daytona con una Ferrari 333 SP de la clase CA, donde abandonó. En la edición 1999, fue piloto oficial de Chevrolet y terminó tercero en la clase GT2 con un Chevrolet Corvette, acompañado de Chris Kneifel y John Paul Jr. Luego, disputó cinco fechas de la nueva American Le Mans Series para dicho equipo, en este caso con un Chevrolet Corvette de la clase GTS. Junto a Chris Kneifel, logró tres podios y quedó noveno en el campeonato de pilotos. También disputó una fecha del certamen con un Riley & Scott Ford de la clase LMP para el equipo Dyson, resultando sexto.
El canadiense continuó en el programa de Chevrolet en la American Le Mans Series en 2000. Consiguió una victoria y cuatro podios, aunque disputó solamente la mitad de las 12 carreras del calendario, de modo que finalizó octavo en el campeonato de pilotos de GTS. Asimismo, llegó segundo absoluto en las 24 Horas de Daytona de la Grand-Am Rolex Sports Car Series y cuarto en las 24 Horas de Le Mans en un Chevrolet Corvette oficial, junto a Kneifel y Justin Bell.
En 2001, Fellows pasó a formar pareja con Johnny O'Connell en el equipo Corvette. Ganó cinco carreras y subió al podio en otras dos de la American Le Mans Series. Sin embargo, al ausentarse en dos carreras debió conformarse con el tercer puesto en el campeonato de pilotos de GTS, detrás de dos pilotos de Saleen. El equipo tuvo como consuelo el título de equipos de GTS. En cambio, logró la victoria absoluta en las 24 Horas de Daytona con un Chevrolet Corvette de la clase GTO, con O'Connell, Kneifel y Franck Fréon, y la victoria en la clase GTS de las 24 Horas de Le Mans con O'Connell y Scott Pruett como compañeros de butaca.
Fellows y O'Connell vencieron en siete carreras de diez en la temporada 2002 de la American Le Mans Series, incluyendo las 12 Horas de Sebring y Petit Le Mans con la ayuda de Oliver Gavin como tercer piloto, por lo que el canadiense se coronó campeón de pilotos y equipos de la clase GTS. Los tres vencieron también en la clase GTS de las 24 Horas de Le Mans. En 2003 lograron tres victorias y siete podios en nueve carreras, con un nuevo triunfo en las 12 Horas de Sebring junto a Fréon como mayor logro. Así, la dupla obtuvo el título de equipos y Corvette retuvo el título de equipos. Asimismo, los tres arribaron terceros en las 24 Horas de Le Mans.
En 2004, Fellows venció en cinco carreras de la American Le Mans Series y subió al podio en las nueve. De nuevo ganó las 12 Horas de Sebring, esta vez con Max Papis como tercer piloto, y junto a O'Connell derrotó a sus compañeros de equipo Gavin y Olivier Beretta en la lucha por el título de pilotos de GTS. El trío finalizó tercero en la clase GTS de las 24 Horas de Le Mans.
La situación se revirtió en la temporada 2005 de la American Le Mans Series, ahora con la clase renombrada a GT1: Fellows y O'Connell ganaron tres carreras y fueron subcampeones, frente a las seis victorias de Gavin y Beretta. Contando con Papis como tercer piloto, el canadiense y el estadounidense llegaron segundos en las 24 Horas de Le Mans, logrando el 1-2 en la clase Gt1 para Corvette. Por otra parte, el canadiense volvió a disputar una carrera de la Grand-Am Rolex Sports Car Series, en concreto la fecha de Mid-Ohio en un Pontiac GTO de la clase GT para The Racers Group junto a Paul Edwards.
Aston Martin ingresó de manea oficial a la clase GT1 de la American Le Mans Series en 2006, y se convirtieron en rivales a la altura de Corvette. Fellows y O'Connell ganaron una sola carrera y quedaron quintos en el campeonato de pilotos, detrás de sus compañeros de equipo y de una de las duplas de Aston Martin (Tomáš Enge y Stéphane Sarrazin), aprovechando que los otros dos pilotos de Aston Martin (Pedro Lamy y Darren Turner) se ausentaron en una carrera cada uno. Contando nuevamente con Papis como tercer piloto, finalizaron séptimos en la clase GT1 y muy retrasados en las 24 Horas de Le Mans. El canadiense disputó las 24 Horas de Daytona y la fecha de Sears Point de la Grand-Am Rolex Sports Car Series, ahora en un prototipo Riley Pontiac del equipo Derhaag.
Jan Magnussen sustituyó a Fellows como compañero de butaca de O'Connell en el equipo Corvette para la temporada 2007 de la American Le Mans Series. El canadiense corrió junto a ellos en las tres carreras de resistencia más prestigiosas del ACO: llegó segundo en las 12 Horas de Sebring, segundo en las 24 Horas de Le Mans abandonó en Petit Le Mans. También dispuso de un tercer Corvette en la fecha de Mosport, terminando tercero junto a Andy Pilgrim.
Fellows volvió a acompañar a O'Connell y Magnussen en las tres carreras de resistencia de 2008, ganando en las 12 Horas de Sebring y Petit Le Mans y llegando segundo por cuarta vez en las 24 Horas de Le Mans. Asimismo, compitió en tres fechas de la Grand-Am Rolex Sports Car Series en un Pontiac G6 de la clase GT, resultando cuarto en Lime Rock junto a Magnussen. Fue su último año como piloto oficial de Corvette.
En 2010, Fellows ganó dos carreras del SCCA World Challenge en un Chevrolet Corvette de la clase GT.

## NASCAR

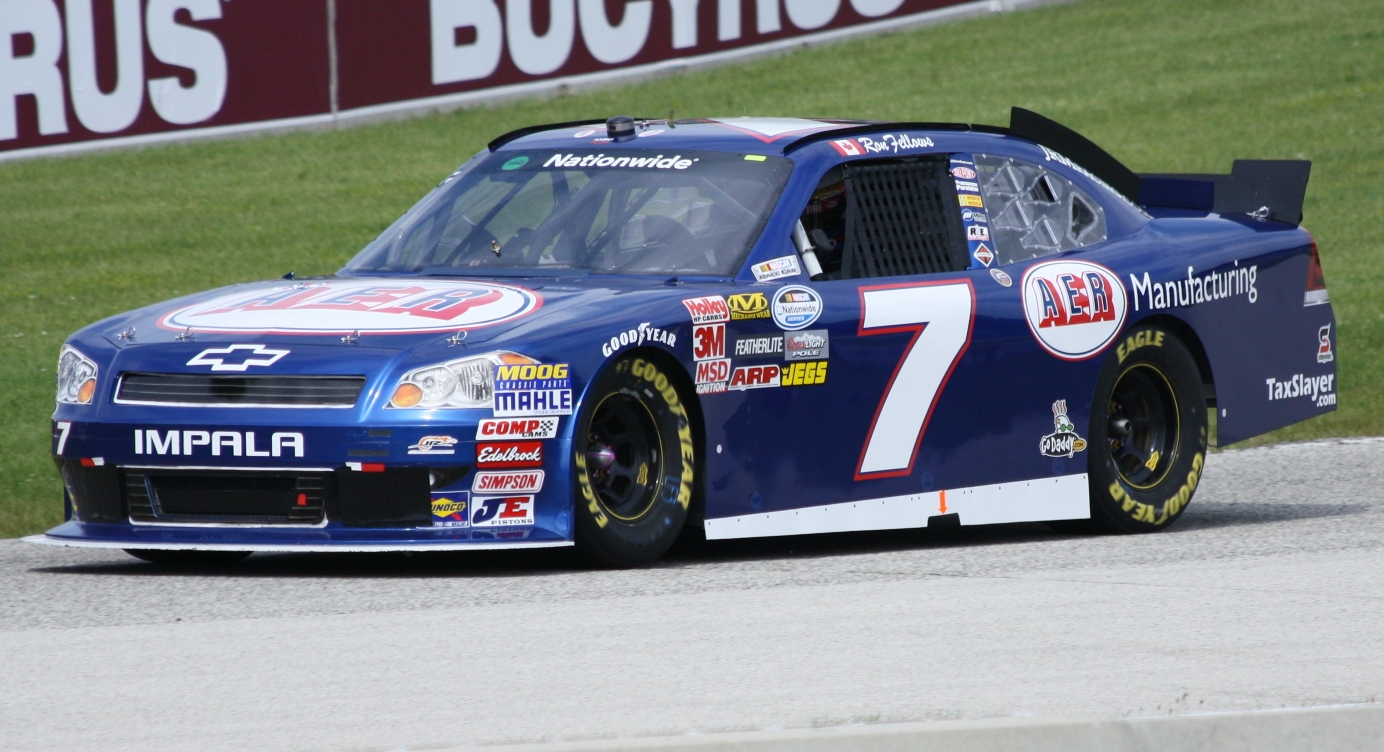
2011 Bucyrus 200, Chevrolet Impala (Nationwide Series Car of Tomorrow), Número 7 Xfinity Series de JR Motorsports, Ron Fellow

Desde 1995, Fellows ha competido frecuentemente en las carreras de las categorías nacionales en circuitos mixtos, siempre con modelos de Chevrolet. Es el extranjero con más victorias combinadas en las categorías nacionales de la NASCAR.
En 25 participaciones en las fechas de Watkins Glen y Sears Point de la Copa NASCAR, logró como mejores resutlados dos segundos puestos en Watkins Glen 1999 y 2004, un cuarto en Watkins Glen 2007, un séptimo en Sears Point 2003 y un octavo en Sears Point 2005. En las 25 carreras de la NASCAR Nationwide Series que disputó, visitó Watkins Glen, México, Montreal, Road America y Mid-Ohio. Logró tres victorias en Watkins Glen 1998, 2000 y 2001 más una en Montreal 2008, otros seis top 5 y tres top 10 adicionales, además de dos pole position.
El canadiense disputó cinco carreras de la NASCAR Truck Series en 1997, cinco en 1998 y cuatro en 1999, logrando dos victorias en Watkins Glen 1997 y 1998, más un séptimo puesto en Fort Worth 1998. Su última participación en la categoría fue en Watkins Glen 2000, donde terminó tercero.